# Henri-Marie-Claude de Bruc-Montplaisir
Pour les autres membres de la famille, voir Famille de Bruc.
Henri-Marie-Claude de Bruc-Montplaisir (né le 19 juillet 1751 à Vallet et mort le 18 juin 1826 à Vannes), est un prélat français, évêque de Vannes.

## Biographie
Fils de Louis-François de Bruc, comte de Montplaisir, seigneur du Breuil, capitaine de la cornette blanche, et de Marthe Le Boucher, il suit a partir de 1770 ses études en théologie au séminaire Saint-Sulpice à Paris puis à Nantes, obtenant son doctorat en théologie.
Ordonné prêtre en 1776, il devient vicaire général de l'évêché de Nantes et vice-official de la collégiale Saint-Aubin de Guérande.
Sous la Révolution, refusant de prêter serment à la Constitution civile du clergé, il émigre au Portugal. Rentré sous le Consulat, il est nommé curé de Guérande en 1802.
Élu vicaire capitulaire du diocèse de Nantes en 1815, il est nommé évêque de Vannes en 1817. Il le reste jusqu'à sa mort en 1826.

## Armes
D'argent à la rose de gueules boutonnée d'or.

## Sources
- Hyacinthe-D. de Fourmont, L'Ouest aux croisades, 1866
- Jacques-Olivier Boudon, Dictionnaire des évêques français du XIXe siècle, éditions du Cerf, 2021
- Alfred Lallié, Le diocèse de Nantes pendant la Révolution. Volume 2, 1893
- Répertoire général de bio-bibliographie bretonne. Volume 7, 1894
- Prosper Levot, Biographie bretonne, 1852